# Joannes Droomers
Joannes Droomers (Brugge, 17e eeuw) was een Zuid-Nederlands rederijker en schrijver van toneelstukken.

## Levensloop
Joannes Droomer behoorde waarschijnlijk tot de familie Droomers uit Duinkerke en was waarschijnlijk verwant met C. Droomers die gedichten schreef ter ere van zijn vriend Michiel de Swaen. Joannes stelde zich bescheiden op en wordt ongeveer nergens vermeld, ook al was hij bestuurslid bij de rederijkerskamer van de Weerde Drie Santinnen. Volgens Ferdinand Snellaert behoorde hij tot diegenen die inspanningen deden om in Vlaanderen de letterkunde te doen herleven, net zoals anderen hetzelfde poogden in Antwerpen en Brabant.
Een Gentse rederijker schreef een hekeldicht waarin hij 'den Droomer' over de hekel haalde voor het stuk over de langh gewenschte vernieuwinghe. Hij vond dat hij wel erg moest gedroomd hebben dat hij tussen de Musen van de Parnassus verkeerde, terwijl hij integendeel een rijmelarij had geproduceerd die dronkenschap of waanzin deed veronderstellen. Droomers diende de Gentse rederijker in dezelfde stijl van antwoord.

## Publicaties
- Idonea, dochter van Lotharius, Konink van Vrankryk en Liederyk de Bvk, eersten Forestier van Vlaenderen, Blyeyndende Trevrspel, voor de eerste mael op de Brughsche Schauw-Burgh verthoont, den 14 Febrvary 1696.
- De Langh gewenschte vernieuwynge der vrede vreught in het Heylich gedencke van 't Heyligh Bloed Jesus Christus, Vreughde-spel, vertoont en uytgesproken op de Brugsche kermis door Reusen, Reusinnen, Balletwaeghen, Vier Aimins-kinderen, Koningh Carel, Fortuyne, Pellicaen, Parnassus-bergh, Hemel en Hellewaghens, enz., Brugge, Ignatius Van Pee, 1698. Het ging om een viering naar aanleiding van de Vrede van Rijswijk (20 september 1697) en het stuk in dialoogvorm en met gezongen liederen, werd in Brugge opgevoerd door de Drie Santinnen op 3 mei 1698 tijdens de Brugse kermis.
- Eerpligtighe verdedinghe tegen den Gendtschen lasterenden en lichtschuwenden averechtsen lofdichter, 1698.